# Brandon Gilbeck
Brandon Scott Gilbeck (Spring Green, 9 dicembre 1996) è un cestista statunitense naturalizzato taiwanese.

## Palmarès
- CEBL Defensive Player of the Year (2021)
- All-CEBL Second Team (2021)